# جووانی لو سلسو
جووانی لو سلسو (اسپانیایی: Giovani Lo Celso‎؛ زادهٔ ۹ آوریل ۱۹۹۶) بازیکن فوتبال اهل آرژانتین است که برای باشگاه تاتنهام بازی می‌کند.
وی همچنین به همراه تیم ملی فوتبال زیر ۲۳ سال آرژانتین در بازی‌های المپیک تابستانی ۲۰۱۶ حضور داشت.